# Ligne de Tours au Mans
La ligne de Tours au Mans est une ligne de chemin de fer française, d'une longueur de 96 kilomètres, qui dispose de deux voies à écartement standard. Elle relie les gares de Tours et du Mans et est située dans les régions Centre et Pays de la Loire. 
Elle est mise en service en 1858 par la Compagnie du chemin de fer de Paris à Orléans (PO).
Elle constitue la ligne 561 000 du réseau ferré national. C'est un maillon de la relation ferroviaire transversale de Caen à Tours, pour les trains voyageurs et marchandises.

## Histoire

### Chronologie
- 17 août 1853, concession de la ligne de Tours au Mans à la Compagnie du PO[1]
- 19 juillet 1858, mise en service de l'ensemble de la ligne[1]
- 13 juin 2010, automatisation de la signalisation (BAPR) d'Arnage à La Membrolle-sur-Choisille[2]

### Origine de la ligne

#### Concession
L'établissement d'un chemin de fer entre les villes de Tours et du Mans est étudié dès 1846 comme le chemin de fer de l'Ouest. Après s'être également interrogé sur une liaison du Mans à Angers, trois projets de tracé ont été présentés. Mais il faut finalement attendre le 17 août 1853 pour que la ligne de Tours au Mans soit concédée à la Compagnie du chemin de fer de Paris à Orléans par une convention signée entre le ministre des Travaux publics et la compagnie. Cette convention est approuvée par un décret impérial à la même date. La compagnie a accepté de prendre à sa charge la construction, qu'elle doit avoir réalisée avant l'échéance de six années, et elle a néanmoins obtenu qu'il ne puisse y avoir d'exploitation d'une ligne concurrente, notamment entre Angers et Le Mans, avant onze ans. Elle acceptera d'abandonner cette exigence, à la fin des années 1850, lorsque la Compagnie des chemins de fer de l'Ouest aura obtenu la concession d'une ligne du Mans à Angers.

#### Travaux et mise en service
Cette nouvelle ligne reprend le troisième tracé de 1846, il débute à Tours, s'éloigne par la vallée de Choisille, se prolonge dans la vallée de l'Escotais et atteint Le Mans par Château-du-Loir. Les ouvrages d'art, outre de nombreux ponceaux et ponts sur des ruisseaux et des routes, comprennent deux ponts sur le Loir et l'Huisne, et un important viaduc sur la Loire. Il faut également réaliser d'importants terrassements et douze stations intermédiaires. Le chantier débute en juin 1855 près de Tours par la mise en chantier du viaduc sur la Loire et s'étend sur plusieurs sites au début de l'année 1856. Le viaduc est livré en octobre 1856 et la première circulation d'un train sur l'ensemble du parcours a lieu le 29 juin 1858. La ligne est expertisée par une commission ministérielle le 6 juillet et considérée bonne pour le service. La compagnie l'ouvre à l'exploitation de la gare de Tours à celle du Mans le 19 juillet 1858.

### Automatisation de la signalisation sur l'ensemble de la ligne
Le block manuel de double voie type Lartigue Uniformisé qui équipait la ligne entre Arnage et La Membrolle-sur-Choisille est remplacé par le block automatique à permissivité restreinte à comptage d'essieux le 13 juin 2010. À cette date, la ligne est entièrement équipée d'une signalisation automatique. 
Les agents qui assuraient le fonctionnement du block manuel dans les gares d'Arnage, Écommoy, Aubigné - Racan, Neuillé-Pont-Pierre et La Membrolle-sur-Choisille n'ont plus d'utilité et ces gares perdent leur personnel, seule la gare de Château-du-Loir conserve son personnel. Toutes ces gares peuvent cependant être rouvertes à la sécurité pour permettre la desserte des voies de garages et embranchements particuliers.

## Caractéristiques

### Tracé
La ligne quitte la gare en impasse de Tours en direction du sud. En parallèle avec la ligne de Tours à Saint-Nazaire elle se dirige vers l'ouest sur la rive droite du Cher avant de se détacher en se portant sur un axe nord-ouest. Elle franchit la Loire sur le viaduc de Saint-Côme, constitué de 15 arches hautes de 24 mètres, face au château de Plessis-lèz-Tours et suit le vallon de la Choisille qu'elle franchit une première fois avant de traverser la gare fermée de Fondettes - Saint-Cyr. Après avoir de nouveau franchi plusieurs fois la Choisille elle arrive en gare de La Membrolle-sur-Choisille, où s'embranche la ligne de Brétigny à La Membrolle-sur-Choisille qu'elle laisse s'éloigner sur sa droite. Toujours dans le même vallon, elle franchit une dernière fois la rivière avant de traverser l'ancienne gare de Mettray et quitter ce vallon pour rejoindre la gare de Saint-Antoine-du-Rocher. La ligne est ensuite montante jusqu'à la gare de Neuillé-Pont-Pierre, qui marque la séparation entre les vallées de la Loire et du Loir, vers laquelle elle se dirige en suivant l'un de ses affluents, l'Escotais. Elle traverse la gare de Saint-Paterne et l'ancienne gare de Dissay-sous-Courcillon avant de franchir le Loir sur le viaduc de Bannes peu avant de rejoindre la gare de Château-du-Loir où elle croise la ligne de Chartres à Bordeaux-Saint-Jean,.
Ensuite la ligne s'infléchit vers le sud-ouest en suivant la vallée du Loir jusqu'à la gare de Vaas, suit un tracé rectiligne en direction du nord-ouest jusqu'à la gare d'Aubigné-Racan. Peu après cette gare elle entame une large courbe sur la droite pour s'orienter en direction du nord, traverser la gare de Mayet et rejoindre celle d'Écommoy après avoir infléchi son orientation vers le nord-ouest pour franchir le point haut marquant l'entrée dans le bassin de la Sarthe. Elle redescend vers la vallée de cette rivière en passant par les gares de Laigné - Saint-Gervais et d'Arnage après laquelle elle pénètre dans le complexe ferroviaire du Mans. Elle franchit l'Huisne avant la bifurcation du Préau avec le raccordement avec la ligne de Paris-Montparnasse à Brest et rejoint la gare du Mans,.

### Équipement
La ligne, dotée d'une double voie non électrifiée, est équipée en deux systèmes de Block automatique : le Block automatique lumineux (BAL) de Tours à La Membrolle-sur-Choisille et d'Arnage au Mans, et du block automatique à permissivité restreinte (BAPR) par compteur d'essieux, de La Membrolle-sur-Choisille à Arnage et du système GSM-GFU de liaison avec les trains.

### Vitesse limite
La vitesse limite de la ligne en 2014 pour tous types de trains de Tours à Château-du-Loir et de Château-du-Loir au Mans est de 140 km/h, seul un court tronçon de part et d'autre de Château-du-Loir est limité à 120 km/h, mais certaines catégories de trains, comme les trains de marchandises, sont soumis à des limites plus faibles.

## Exploitation
Lors de l'ouverture de l'exploitation en 1858, la Compagnie du PO met en service des trains omnibus qui parcourent la ligne de Tours au Mans, avec un arrêt dans toutes les gares intermédiaires, en 3 h 15 min.
À la fin des années 2000 le trafic ferroviaire quotidien représente en moyenne, dans les deux sens de circulation, 19 trains de voyageurs (15 TER et 4 Grandes lignes) et deux trains de fret, auxquels s'ajoutent deux circulations à vide.
En 2014, elle était toujours un maillon de la ligne commerciale voyageurs, des trains Intercités de Caen à Tours via Le Mans et parcourue par des TER.
Depuis janvier 2020, seuls circulent des trains TER, principalement sur les relations Le Mans - Tours ou Le Mans - Château-du-Loir et Château-du-Loir - Tours, mais aussi par quelques relations Caen - Le Mans - Tours.